# František Peterka
František Peterka (ur. 17 marca 1922 w Pradze, zm. 24 listopada 2016 w Libercu) – czeski aktor. 

## Wybrana filmografia
- 1967: Kinoautomat: Człowiek i jego dom (Kinoautomat Člověk a jeho dům) jako strażak
- 1970: Trup w każdej szafie (Čtyři vraždy stačí, drahoušku) jako gangster
- 1974: Joachimie, wrzuć go do maszyny! (Jáchyme, hoď ho do stroje!) jako trener
- 1974–1984: Baśń karkonoska (Krkonošská pohádka, serial TV) jako Liczyrzepa
- 1975: Pan Tau (Pan Tau, serial TV) jako sąsiad
- 1976: Jutro się policzymy, kochanie (Zítra to roztočíme, drahoušku…!) jako Karel (Kája) Bartáček
- 1977: Jutro wstanę rano i oparzę się herbatą (Zítra vstanu a opařím se čajem) jako Robert Nol
- 1979–1980: Arabela (Arabela, serial telewizyjny) jako Fantomas
- 1980: Wiedzą sąsiedzi, jak kto siedzi (Co je doma, to se počítá, pánové...) jako Karel Bartáček
- 1982: Na przyszłość będziemy sprytniejsi, stary (Příště budeme chytřejší, staroušku!) jako Makovec